# Мозолевский, Борис Николаевич
Бори́с Никола́евич Мозоле́вский (4 февраля 1936, Николаевка, Николаевская область — 13 сентября 1993, Киев) — советский и украинский археолог и литератор, кандидат исторических наук, руководитель сектора скифо-сарматской археологии Института археологии АН УССР, широко известный как исследователь скифских погребальных памятников и автор находки золотой пекторали из кургана Толстая могила.

## Биография
Учился в военном училище лётчиков в Ейске, которое не окончил. С 1956 по 1965 годы работал кочегаром в тресте «Укрторгстрой». Окончил заочно исторический факультет Киевского государственного университета им. Т. Г. Шевченко. По окончании университета работал редактором в издательстве «Наукова думка» и, внештатно, в Институте археологии Украинской ССР. В 1979 году под научным руководством А. И. Тереножкина защитил диссертацию на соискание учёной степени кандидата исторических наук по теме «Толстая Могила» (специальность 07.00.06 — археология).
Руководил экспедицией, обнаружившей в 1971 году в Днепропетровской области знаменитое сейчас скифское царское погребение под курганом Толстая могила. Пектораль (золотое нагрудное украшение) из этого кургана в настоящее время хранится в Музее исторических драгоценностей в Киеве.
Находился под наблюдением КГБ по подозрению в национализме.
Поэтические сборники «Початок березня» (1963), «Шипшина» (1967), «Заграва» (1971), «Червоне вітрило» (1976), «Веретено» (1980) и другие.

## Список основных научных работ Б. Н. Мозолевского
- Мозолевський Б. М. Товста Могила — видатна пам’ятка Скіфії // Археологія. — 1972. — № 5. — С. 72—82. (укр.)
- Мозолевський Б. М. Синтез скіфо-античної думки. До інтерпретації пекторалі з Товстої Могили //Всесвіт. — 1978. — № 2. (укр.)
- Мозолевський Б. М. Товста Могила. — К.: Наукова думка, 1979. — 251 с. (укр.)
- Мозолевский Б. Н. Скифские курганы в окрестностях г. Орджоникидзе на Днепропетровщине //Скифия и Кавказ. — К.: Наукова думка, 1980.
- Мозолевський Б. М. Скіфський степ. — К.: Наукова думка, 1983. (укр.)
- Мозолевський Б. М. Кургани вищої скіфської знаті і проблема політичного устрою Скіфії // Археологія. — 1990. — № 1. (укр.)
- Бидзиля В. И., Болтрик Ю. В., Мозолевский Б. Н., Савовский И. П. Курганный могильник в урочище Носаки //Курганные могильники Рясные Могилы и Носаки. — Киев: Наукова думка, 1977.
- Тереножкин А. И., Мозолевский Б. Н. Мелитопольский курган. — К.: Наукова думка, 1988.
- Мозолевський Б. М., Пустовалов С. Ж. Курган «Довга Могила» з групи Чортомлика // Культурологічні студії. — К., 1999. — Вип.2.
- Мозолевский Б. Н., Полин С. В. Курганы скифского Герроса IV в. до н. э. (Бабина, Водяна и Соболева Могилы). — К., Стилос, 2005. — 599 с.
- Мозолевський Б. М. Скіфський степ. — К: Tempora, 2005. — 190 c. (укр.)